# Stylobasium australe
Stylobasium australe (ili S. lineare), vrsta kserofitnog grma iz porodice Surianaceae. Australska je endemska vrsta iz Zapadne Australije, od Zaljeva morskih pasa (Shark Bay) južno do Pertha, blizu obale i u unutrašnjosti.
Naraste od 0,5 do 2 metara visine. Pod imenom S. australe priznata je u Australiji

## Sinonimi
- Macrostigma australis Hook.